# Starscream

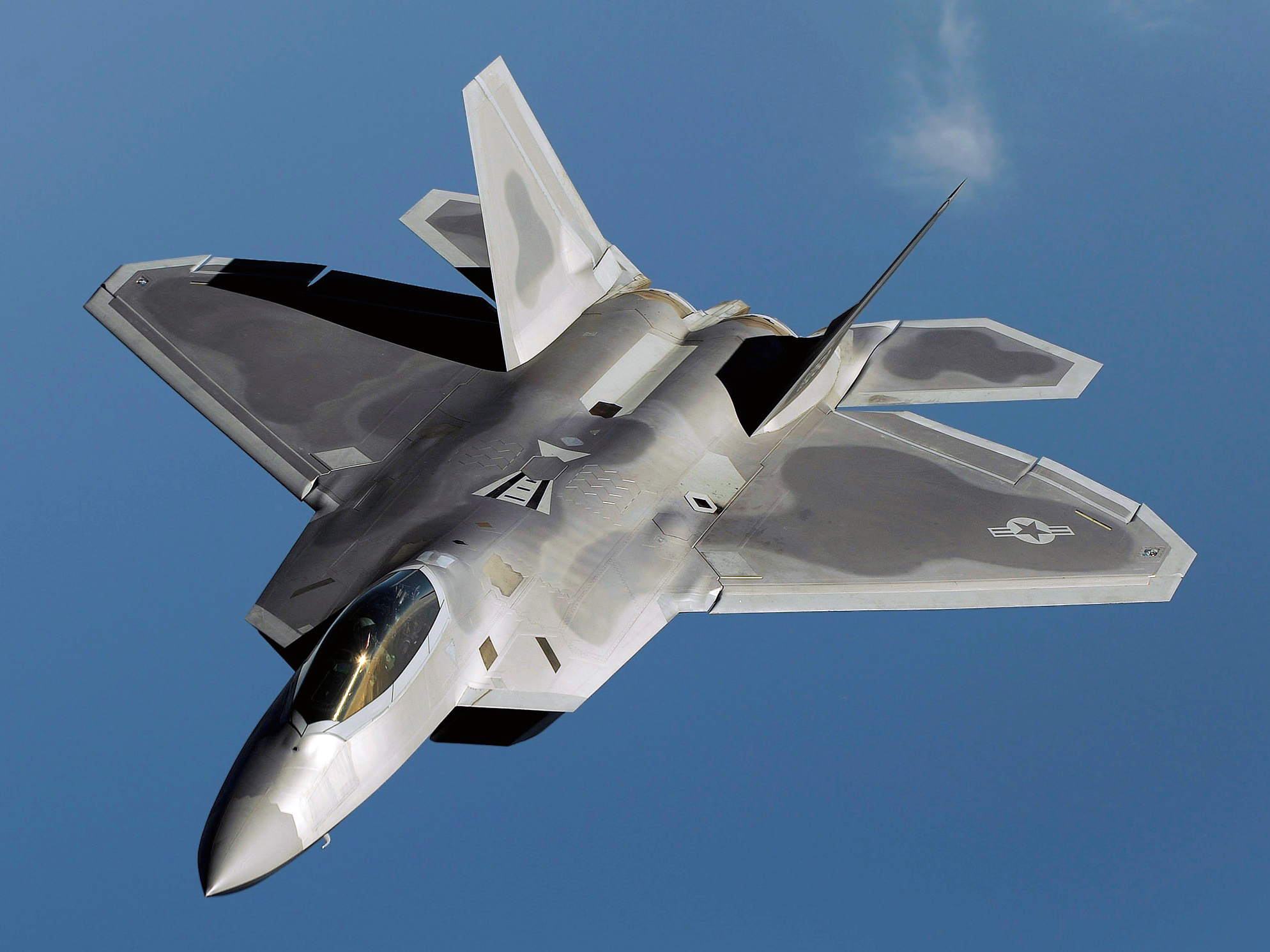
F-22 Raptor, modelo de caza usado para el personaje de Starscream en Transformers (película)

Starscream es un personaje de la franquicia mediática Transformers producida por la compañía de juguetes estadounidense Hasbro y la compañía de juguetes japonesa Takara Tomy. Es el segundo al mando de los Decepticons, una facción villana de robots alienígenas que busca conquistar su planeta natal de Cybertron y el resto del universo conocido. Como ocurre con todos los cybertronianos, Starscream puede disfrazarse transformándose en vehículos, en su caso un avión de combate, y suele ser retratado como un comandante aéreo traicionero pero cobarde que busca derrocar a su líder Megatron y asumir el control de los Decepticons.
La sugerencia original para el nombre del personaje era Ulchtar, que era un nombre completamente inventado y sin significado. Bob Budiansky convenció a Hasbro para que en su lugar llamara al personaje Starscream.

## Personalidad
A pesar de sus diversas versiones a través de toda la franquicia de Transformers, Starscream sigue conservando algunos aspectos de su personalidad. El aspecto principal de esta es el inmenso deseo de hacerse con el mando de los Decepticons derrocando a Megatron. Esto genera una constante rivalidad entre ambos personajes. En sí, Starscream es experto en fingir sumisión ante el mando de Megatron, pero su objetivo ha sido siempre derrocarlo.

## Transformers: Generación 1
Cumple papeles diferentes según se trate de su encarnación en las series de animación o en los cómics de UK o de Márvel. Aquí será descrita su aparición en la serie de animación.

### 4 millones de años atrás
Starscream es de los pocos personajes de la serie de TV y aparte de Megatron, el único Decepticon cuyo pasado se menciona, aunque sea de forma pasajera.
Según se muestra en la serie, su vida comienza en Cybertron durante la Primera Edad Dorada; en ese momento Starscream no era un soldado Decepticon sino un científico explorador, y por lo que da a entender la serie, su carácter difería del que luego se acabaría convirtiendo en la serie. En cierto momento de su carrera como científico, él y otro Transformer de nombre Jetfire de quien era amigo, son enviados a explorar el espacio aparentemente por sus propios medios. Durante el camino encuentran un planeta primitivo, la Tierra, y Jetfire decide verlo más de cerca. Sin embargo, el planeta está en uno de los periodos glaciares, y por las condiciones atmosféricas del momento, Jetfire se pierde en una tormenta y queda atrapado en la Tierra en modo de estasis en medio de un glaciar polar. Starscream le estuvo buscando por medio planeta sin éxito, hasta que al final decide regresar a Cybertron; allí descubre que durante su ausencia una guerra civil ha comenzado a manos del máximo líder de los Decepticons, Megatron. Este destruye la paz que había entre Decepticons (la casta guerrera de Cybertronianos) y Autobots (la casta obrera), dirigidos por Optimus Prime. En ningún momento se menciona bajo qué circunstancias, pero Starscream decide unirse a la causa Decepticon, lo que con el tiempo le convertiría en soldado, aunque en la serie se dejan entrever aspectos de su talento científico.
Durante el transcurso de la guerra, Starscream llega a sobresalir entre los rangos Decepticons, hasta llegar el punto en convertirse en Comandante de las fuerzas aéreas de los Decepticons, el líder del grupo élite de vehículos piramidales de combates (reconvertidos en aviones terrestres más tarde), llamados popularmente “seekers” (este nombre nunca es usado en la serie, aunque sí se señala a Strascream como el "número 2" de los Decepticons). La guerra se prolonga en Cybertron por milenios, hasta el punto en que toda la energía en Cybertron se acaba y se transforma en un planeta yermo; los Autobots en un intento desesperado de buscar fuentes nuevas de energía reclutan las mejores tropas y viajan al espacio exterior en busca de un planeta con energía y poder continuar la guerra. Los Decepticons lo siguen con el fin de adelantarse al plan y así poder vencer. Durante el camino se sucede una batalla entre las naves que transportaban a ambas facciones y accidentalmente acaban en el Sistema Solar terrestre. Los Decepticons, habiendo atacado a los Autobots, provocan que ambas naves sean dañadas y acaben cayendo en la Tierra. La nave Autobot (llamada "Arca") se estrella en un volcán de lo que luego sería Estados Unidos mientras que la nave Decepticon, llamada "Némesis", acaba desaparecida para luego aparecer hundida en el mar cuatro millones de años más tarde.
El choque provoca que todos ellos entren en estado de estasis y se encuentren en hibernación durante un periodo de cuatro millones de años hasta la época actual.

### Años 1984 y 1985 (primera y segunda temporada)
Una erupción del volcán pone en marcha el ordenador de a bordo, Teletran 1, la computadora principal de los Autobots, que accidentalmente reforma a otro de los Seekers, Skywarp, otorgándole un modo alternativo basado en los aviones de combate D.C. F-15 Eagle. Skywarp, una vez restablecido, recupera a su líder y a todos sus compañeros. En este momento, Starscream adquiere un modo alternativo basado en ese mismo modelo de avión de combate. Queriendo reanudar la misión de recuperar energía, los Decepticons se ponen en marcha para explorar el planeta pero Starscream, en un intento inútil por enterrar a los Autobots, dispara a la montaña provocando un derrumbe y haciendo que Teletran 1 reforme entonces a Optimus Prime, quien luego reactiva al resto de los Autobots, lo que provocará que la guerra se reinicie en la Tierra.
Starcream, al ver tanta energía en la Tierra, se entusiasma ante la posibilidad de poder ganar la guerra contra los Autobots y reconstruir Cybertron bajo la directiva Decepticon. Pese a ser estas las intenciones de todos los Decepticons, Starscream además anhelaba el poder, el liderazgo supremo de los Decepticons, y la situación actual le anima a intentar conseguirlo. Por otro lado, a Megatron no le importaba mucho su soldado más allá de lo estrictamente útil, y los abusos físicos y verbales hacia él se acaban convirtiendo en una constante a lo largo de toda la serie. La consecuencia es que esto inspiraba más rencor de Starscream hacia Megatron, hasta tal punto que en varias ocasiones Starscream más bien parece querer buscar venganza que el verdadero poder, llegando incluso a aliarse con humanos como el Dr. Arkeville o incluso con Autobots como Red Alert, al cual utiliza para robar un arma. A pesar de esto, Starscream siempre logra regresar a los rangos Decepticons.
Megatron, sin embargo, decide deshacerse de Starscream de manera permanentemente debido a todos los problemas que causan sus acciones. Es así que ordena a los Decepticons que destierren a Starscream en una isla desierta del Pacífico, Guadalcanal, donde sucedió una de las batallas de la Segunda Guerra Mundial. Por ello, Starscream encuentra restos de vehículos terrestres abandonados tras la contienda y decide usarlos para su conveniencia y plan de venganza. Pretendiendo construir un ejército para retar a Megatron, viaja a Cybertron donde roba las chispas de cinco Decepticons aparentemente renegados y descontentos con Megatron, las inserta en los vehículos y esto da lugar al nacimiento a los Combaticons.
Con los Combaticons bajo su mando, Starscream reta una vez más a Megatron y a punto estuvo de derrotarle de forma definitiva, pero poco después tanto Starscream como a los Combaticons son derrotados gracias a la intervención de los Stunticons. Tras ello, él y los Combaticons son desterrados al espacio exterior, a un asteroide. Hartos del fracaso, los Combaticons reniegan del liderazgo de Starscream y se rebelan, decidiendo comenzar su propia campaña de conquista, lo que provocará una gran crisis entre las filas de los Decepticons y amenazando a los Autobots. Esto causará que bajo la amenaza común ambas facciones se unan para eliminarlos; Starscream también es llamado de vuelta para ayudar y una vez más se une a los Decepticons ayudando en la derrota de los Combaticons. Una vez lograda la victoria, Megatron se asegura que estos se mantengan fiel hacia él, eternamente, y así parece serlo hasta la película.

### Año 2005 (Transformers: la película 1986)
Para el año 2005, la totalidad de Cybertron se encuentra bajo el poder Decepticon, habiendo reconstruido algunas de sus infraestructuras. Por ello los Decepticons deciden atacar a los Autobots y su cuartel en la Tierra; sin embargo el combate es muy duro y durante el ataque muchos Decepticons son gravemente heridos, incluyendo a Megatron tras una singular batalla contra Optimus Prime. Sabiendo el lamentable estado en que se encuentra Megatron, Starscream ve su oportunidad final para obtener el poder de los Decepticons, buscando apoyo en Astrotrain. Durante el viaje de vuelta a Cybertron, el Triplechanger alegaba sobre el "exceso de peso en el espacio exterior" (en donde no hay gravedad) pide reducir su carga, y Starscream sugiere lanzar al espacio a los Decepticons más heridos, incluyendo a Megatron; sin queja alguna de los demás, los Insecticons, Skywarp, Thundercracker y el propio Megatron son arrojados al espacio. Sin la presencia de Megatrón, Starscream se autoproclama Líder Decepticon, aunque Soundwave y los Constructicons no lo apoyan, dando lugar a una gran pelea por el liderazgo entre los Decepticons en el interior de Astrotrain. Se desconoce bajo qué circunstancias realmente, pero se cree que los Seekers y Triplechangers ayudaron a Starscream, quien luego se prepara a ser coronado.
Mientras, Megatron vaga a la deriva por el espacio, hasta que se encuentra con Unicron, con quien hace un pacto y es reformado en Galvatron, Skywarp / Bombshell en Cyclonus, y, Thundercracker en Scourge, Kickback y Shrapnel en los Sweeps un nuevo grupo de Seekers, a cambio se convirtieron en sumisos de Unicron. Galvatrón, lleno de odio contra Starscream, se prepara a recuperar el liderazgo de los Decepticons. Para cuando llega a Cybertron, Starscream ya está siendo coronado por Astrotrain para convertirlo en el líder de los Decepticons. Una vez ya con su corona, Starscream se declara líder supremo, momento en el que aparece Galvatron y de un solo disparo elimina a Starscream, reduciéndolo a cenizas, salvo los pies. Esta sorprendente y contundente muestra de poder provoca que Galvatron se convierta en el nuevo líder Decepticon sin discusión alguna.

### Año 2006 (3.ª Temporada)
Starscream fue dado por muerto por todos sus compañeros, sin embargo aquí es donde se ve la peculiaridad de Starscream: posee una chispa aberrante que no vuelve a la matriz una vez muerto, sino que le permite vagar como fantasma sin un cuerpo físico. Starscream no realiza ningún movimiento significativo hasta el día que el Decepticon renegado Octane, llega a la tumba de los Decepticons y se encuentra a Starscream, o el fantasma (chispa) de él. Starscream hace un pacto con Octane y le salva la vida, ya que Cyclonus, el inmediato subordinado de Galvatrón, había sido enviado a eliminar a Octane; Starscream, pese a no tener cuerpo físico, puede apoderarse del de otros, y así lo hace con Cyclonus y entrega a Octane; a continuación realiza un trato con Rodimus Prime para entregarle a Galvatron, quien cae en la trampa de Starscream y es atrapado por los Autobots. Mientras, Starscream, aún con el cuerpo de Cyclonus, se va a declarar líder de los Decepticons y libera a Octane, cuando de pronto aparece un herido Galvatron que se da cuenta de que Starscream poseyó a Cyclonus; Galvatron, con un solo disparo de su cañón, elimina la amenaza, sin embargo casi mata a Cyclonus y Strascream escapa abandonando el cuerpo.
Starscream, habiendo escapado, se apodera de Scourge, de lo que Galvatron no se dio cuenta. Starscream obliga a Scourge a ser su aliado y de esta forma ambos viajan a Cybertron para hacer un pacto con Unicron, para que así Starscream obtenga un nuevo cuerpo, pero para que Unicron le dé un nuevo cuerpo tiene que cumplir con ciertas condiciones: traerle los ojos de Metroplex, en una torpeza de Scourge este destruye un ojo de Metroplex y en un preciso momento fue visto por Bumblebee junto con Spike y alertan a los Autobots que hay un Decepticon infiltrado en el cerebro de Metroplex. Sin embargo, Starscream, por medio de Scourge le conecta un pequeño explosivo a Metroplex dejándolo totalmente fuera de combate. Starscream, por medio de Scourge quien rompió el ojo de Metroplex decide ir donde se encuentra Trypticon y ambos logran robarle un ojo. Starscream se desprende de Scourge y decide poseer a Astrotrain, quien luego es interceptado en Cybertron y es atacado por los Autobots pensando que este fue enviado por Galvatron y lo mantienen detenido en Cybertron. Starcream luego regresa a la Tierra usando nuevamente el cuerpo de Scourge para luego poseer a Trypticon, quien era más grande y más fuerte y ataca a Galvatron. Este se retira después de herir a Galvatron y se dirige hacia Unicron y que luego lo reconecte a Cybertron. Starscream cumple las dos primeras, pero cuando va a conectarlo con Cybertron, Scourge lo traiciona y huye para que luego los Autobots, habiéndose dado cuenta del problema, defendieran a Cybertron.
Starscream argumenta que para poder terminar su tarea necesitará un cuerpo físico. Unicron se lo da. Starscream, ya con su nuevo cuerpo es resucitado. No le interesa ayudar a Unicron, así que escapa. Los Autobots en ese instante logran mandar de vuelta a Unicron a la órbita de Cybertron. Starscream, en su huida, tiene la mala suerte de encontrarse en el camino con los Decepticons y con Galvatron a la cabeza, quien ya quiere eliminar de una vez por todas a Starscream, y ordena a todas sus tropas que lo destruyan lanzándolo al infinito, por lo que este al parecer logra sobrevivir hacia un rumbo desconocido. Esa es la última aparición de Starscream en la serie, aunque hará posteriores apariciones en otras series.
Voz Original: Chris Latta
Voz en Hispanoamérica: Carlos Nieto

## Beast Wars
Starscream, teniendo un don o mutación en su chispa que lo hacía único, haciéndolo imposible de destruir, consigue llegar de alguna manera al primitivo planeta Tierra, cuatro millones de años antes. Entonces se percata de que hay Transformers en ese planeta y se apodera de uno de los Predacons, Avispaneitor (Waspinator), quien estaba bajo el mando de un nuevo Megatrón. Disfrazando aspectos de su pasado, consigue ganarse la confianza de este Megatrón, quien con su nuevo aliado, organizan un ataque al Axalon, la base Maximal. Megatron y Starscream obtienen la victoria y los Maximales se retiran. Tarántulas le dice a Megatron que ahora que conquistaron la base Maximal, la de ellos se encuentra vacía en ese momento, lo que ocasiona que Megatron separe los grupos y deje a Starscream (aún en el cuerpo de Waspinator) al mando del Axalon junto con Blackarachnia y Scorponock. Aún con la idea de conseguir el poder, Blackarania descubre su verdadera identidad y pasado, señalándo que ella sabe lo que él pretende, y de una forma muy ingenua por parte de Starscream, acepta su alianza con ella, eliminando ambos a Scorponock. Entre tanto los Maximales le piden a Starscream que necesitaban reparar a Dinobot, Starcream acepta pero con la condición que Optimus Primal se convierta en su prisionero.
Optimus acepta el trato. Starscream necesitaba un ejército para poder atacar a los Predacones, y les dice a los Maximales que si quieren ver de nuevo a sus amigos tendrán que atacar la base Predacon; Tigraton se opone pero se ve obligado de hacerlo, mientras Optimus se escapa de su prisión y ataca a Starscream y a Blackarannia, liberando a Dinobot. Entre los dos sacan a los Predacons de su base, Starcream deja a Blackarannia en la base Maximal y huye hacia la base Predacon para dirigir el Ataque Maximal. Optimus lo sigue, mientras Blackarannia también se dirigía hacia allá. Los Predacones se defendían bien, cuando llega Starscream a la batalla, Optimus llega y les ordena a los Maximales que se retiren y paren el ataque, mientras él se encarga de Starscream. Después de que Optimus golpeara varias veces a Starcream lo deja herido en una montaña donde hay Energon en bruto, que haría daño a cualquier Transformer. En ese momento, Blackarannia demuestra entonces al asombrado Starscream que ella también le había engañado y dispara al Energon que había allí. Optimus se retira justo cuando el disparo hace detonar la montaña por el Energon acumulado, volándola por completo y librando a Avispaneitor de la posesión de Starscream. Starcream jura volver a vengarse (aunque nunca lo hizo) y una vez más quedará solo en el espacio vagando, ya que su peculiar chispa lo dejará vivo para siempre, hasta que encuentre a Cybertron u otra zona donde haya Transformers.
Voz original: Doug Parker

## Trilogía de Unicron

### Transformers: Armada
Starscream ahora era muy diferente, parece que tiene algo de nobleza y no quiere más guerra, tanto así que pelea contra Galvatron y después usa su máximo poder para detener a Unicron. Muere como todo un héroe. Después se menciona cuando Optimus y Galvatron pelean recelándose que la promesa de Galvatron de terminar con la guerra era falsa, pero Galvatron cumple su promesa y viene una era de paz.

### Transformers: Energon
Es la reencarnación del caído Starscream en la batalla contra Unicron, revivido por Alpha-Q para que destruyera a Optimus Prime. Después se convirtió en otro de los subordinados de Megatron

### Transformers: Cybertron
Diez años después, el plan de Primus de destruir a Unicron en el sol de Alpha Q fracasa, colapsando la estrella en un agujero negro masivo conocido como la singularidad de Unicron que libera a Megatron y Starscream.
Starscream no parece recordar ningún suceso de las batallas de Unicron, aunque parece que ninguno recordó estos hechos. Ahora Starscream es diferente. A diferencia del de Armada y Energon, busca la manera de traicionar a Megatron (en parte refleja el comportamiento de su contraparte G1) y obtener el poder supremo, por lo cual se convierte en superSstarscream con la cerradura omega y las llaves cyberplaneta para volverse el transformer más poderoso y tener dominio del universo.
Voz original: Michael Dobson

## Transformers Animated
En esta versión, Starscream es hipócrita a comienzo de la serie. Poco después, es más expresivo con Megatron revelando posteriormente que él es ameritado para obtener el liderazgo Decepticon.
Han pasado 40.000.000 de años tratando de matar a Megatron (sin resultados) hasta que, cierta vez, vieron una nave Autobot. En ese momento, llegó una oportunidad que no podía rechazar: le puso una bomba en la espalda a Megatron (lo cual no funcionó). 50 años más tarde vuelve al ataque solo que inmortal.
En el episodio "Megatron se levanta" le quitÓ la vida con la llave de Sari, mientras en capítulos siguientes por un fragmento de Allspark se vuelve inmortal listo para destruir a Megatron de una vez por todas. A pesar de todo lo que hizo para derrotarlo, terminó sin su cuerpo, después de enfrentarse a Megatrón en la terminación del puente espacial (Esto es algo irónico, ya que fue Él que dejó a Megatron sin cuerpo en primer lugar).
Al final de la segunda temporada quedó flotando sin cuerpo en el espacio remoto por toda la eternidad, hasta quedar acorralado sin cuerpo en Omega Supreme por Megatrón. En el penúltimo capítulo, utiliza un clon para tener su cuerpo, que luego es dañado por Megatrón. De igual forma, este se levantará y soltará la trampa que tenía para destruir los clones de Omega Supreme. Pese a que son detenidos y el fragmento de Allspark arrancado de su cabeza (atraído con la técnica ninja de Prowl), terminó siendo desconectado por haber dependido de este para sobrevivir.
Voz original: Tom Kenny
Voz Hispanoamérica: Alexis Quiroz

## Transformers: Prime/Robots in Disguise 2015
Starscream en esta versión sigue en las filas Decepticons. Se transforma en avión caza F-22 Eagle  gris plateado, siempre intentando derrocar el liderazgo de Megatron de una manera más hipócrita como en la versión clásica G1 y a su vez cuando Megatron se encuentra ausente siempre aprovecha en tomar su liderazgo. Es un personaje mucho más oscuro que en las series antiguas y es el más cobarde de los Decepticons. Otro aspecto clave de su carácter es su deseo de ser líder lo hacen en algunos aspectos más peligroso que Megatron.
Al final de la primera temporada, ya no es Decepticon. Es neutral y usa su neutralidad en la guerra como una ventaja para el decepcionando los dos lados.
en Robots in Disguise el regresa a la tierra en busca de los minicons ya que da un superpoder poderoso el encuentra el sable estrella oscuro de Megatron de Transformers Prime el captura a Bumblebee por información, cuando llegó a la tierra Starscream con unos decepticons al final muere.
Cromo.

## Transformers: La chispa de la Tierra (2022)
Starscream sirvió bajo el mando de Megatron durante la guerra entre los Autobots y los Decepticons, hasta que Megatron se unió a los Autobots en algún momento después de su llegada a la Tierra. El participó en la Batalla del Puente Espacial, intentando sin éxito evitar que el exlíder Decepticon lanzara la Chispa Suprema a través del puente espacial de regreso a Cybertron. La destrucción del puente espacial por parte de Optimus Prime, así como la pérdida de la Chispa Suprema, llevaron la guerra a un rápido final.
Quince años después, Starscream había sido capturado y encarcelado en un centro de detención secreto de G.H.O.S.T.. Sin inmutarse, observó con regocijo cómo Soundwave, un recluso reciente, liberaba a Ravage en las instalaciones para realizar un reconocimiento. Señuelo Mientras todavía era prisionero, Starscream miró enojado mientras veía a Skullcruncher siendo sometido a experimentos por G.H.O.S.T.
Starscream, Nova Storm y Skywarp lograron escapar de la sede de G.H.O.S.T. hacia un antiguo sistema de cuevas, donde se encontraron con los niños Malto y fueron amenazados por un morador. Para su sorpresa, Starscream encontró un oído comprensivo en Hashtag, quien escuchó sus historias de abuso a manos de Megatron, y cuando los niños idearon un plan para atrapar al morador, Starscream convenció a los otros buscadores para que ayudaran. Durante el intento, ellos se encontraron con Megatron, que había entrado en las cuevas en busca de Starscream, y durante la pelea que siguió, Starscream y Hashtag fueron secuestrados por la bestia. Starscream estaba dispuesto a sacrificarse para permitir que Hashtag escapara, pero Hashtag logró derrotar al morador y salvarlo. Después de las consecuencias, Megatron le ofreció a Starscream un lugar seguro al que ir, pero Starscream lo rechazó y se teletransportó con Nova Storm y Skywarp.
Al enterarse del plan de Mandroid para acabar con toda la vida cibertroniana, Starscream, Nova Storm y Skywarp regresaron para ayudar en los esfuerzos por detener al científico loco. Starscream aprovechó alegremente la oportunidad para vengarse de Megatron, a quien Mandroid había controlado mentalmente para proteger la superarma que había creado. Finalmente, Mandroid activó el arma, lo que provocó que Starscream y Megatron cayeran sin vida del cielo; sin embargo, la pareja volvió a estar en línea poco tiempo después cuando Robby y Mo usaron sus fundas cibernéticas para revertir los efectos.

## Películas de acción real

### Transformers
Charlie Adler presta la voz a Starscream (F-22 Raptor): el segundo al mando de los Decepticons, siempre a la sombra de Megatron. Estaba esperando en una base aérea estadounidense cuando el agente secreto, Frenzy informó que el AllSpark había sido localizado, junto con Megatron, debajo de Hoover Dam. Aunque había temido mucho que llegara el día, Starscream ordenó que el resto de los Decepticons se movilizaran. Los otros respondieron, con Blackout reuniéndose en nombre de Megatron. Al llegar primero, atacó la planta hidroeléctrica conectada a la presa para causar estragos en las operaciones del Sector Siete y acelerar el deshielo de Megatron. Con el sabotaje de Frenzy, Megatron rápidamente se liberó de sus heladas restricciones y escapó de la instalación. Casi inmediatamente se encontró con el Starscream, que repledged su lealtad a Megatron. Exigiendo saber lo que le había sucedido al AllSpark, Megatron fue informado por su segundo al mando de que ahora estaba en posesión de los humanos. Furioso, Megatron reprendió a su lugarteniente por otro fracaso. En Mission City, Starscream engañó la unidad del capitán Lennox posando como un F-22 Raptor que proporcionaba la cubierta. Starscream lanzó un ataque que lisiado a Bumblebee como Ironhide se dio cuenta demasiado tarde que el luchador realmente era. Como Sam Witwicky corrió con el AllSpark, Starscream se abalanzó, bloqueando su camino, sólo para ser atacado por Ironhide y Ratchet. Después de luchar sin mucho esfuerzo, pero aún mejor, Starscream volvió a los cielos, en lugar de asegurar el AllSpark ahora del indefenso Sam. Mientras Megatron trataba de recuperar el AllSpark de Sam, Starscream se posó en edificios cercanos y derribó un helicóptero Blackhawk del Ejército cuando intentó ayudar al humano a evacuar el Cubo. Eventualmente, verdaderos F-22 Raptors de la Fuerza Aérea de Estados Unidos llegaron, y Starscream se disfrazó. Pretendiendo ser parte de su escuadrón, Starscream sorprendió a los pilotos humanos transformándose en el aire y destruyendo a tres de los Raptors antes de ser disparado. Se transformó de nuevo en su disfraz y huyó, y no se vio en los momentos finales de la batalla entre Optimus Prime y Megatron. (¿O era él?). La mayoría de los Decepticons fueron derrotados, y sus cuerpos lanzados en la parte más profunda del océano. En última instancia, Starscream se retiró de la Tierra aparte y con intenciones desconocidas.
- Voz original: Charlie Adler

### Transformers: la venganza de los caídos
Al ser destruido Megatron, este regresa a una luna de Saturno a ocupar su lugar. Según él, el maestro Fallen lo decretó. En el momento que Megatron fue resucitado, regresa a Saturno para reencontrarse con su amo, pero antes le da una paliza a Starscream debido a su imposición de liderazgo. En el regreso a la Tierra, los Decepticons capturan a Sam Witwicky para llevarlos a la fuente del energon, pero Sam es rescatado por Optimus Prime y los Autobots luchando intensamente contra los Decepticons derribando a Grindor y dejándolo a Starcream con un solo brazo (posteriormente él mismo se lo reimplanta), por lo que los esfuerzos de Optimus Prime fueron inútiles para Optimus Prime ya que a este le costó la vida. Starscream aparece en Egipto encontrando a Sam Witwicky y Mikaela Banes, para quitarle la Matrix y así abrir la fuente de Energon. Al final escapa tras ser derrotado su líder Fallen por Optimus Prime (resucitado por Sam Witwicky) usando el Jet-Power Combination que obtuvo gracias al sacrificio de Jetfire. En la lucha, el mismo Starscream tampoco pudo contra Optimus Prime debido a su potente fuerza con el Jet-Power, lo que también deja a Megatron malherido, situación en la que Starscream convence a Megatron tomar la retirada, en lo que a estos no les quedó de otra más que huir del campo de batalla. Destacó mucho su frase a Megatron, "No es que quiera llamarlo cobarde, amo, pero a veces, los cobardes sobreviven".

### Transformers: el lado oscuro de la luna
Starscream reaparece en África junto con Megatron, Igor, Laserbeak y Soundwave preparándose para la invasión de Decepticons con la ayuda del Autobot Sentinel Prime, quien traicionó a los Autobots para aliarse con Megatron a cambio de salvar Cybertron y con la ayuda de Shockwave. En la batalla de Chicago, cuando este quería matar a Sam, quién trata de huir con Carly. Después de que Sam se ocultara, este prepara las armas que le otorgó Wheeljack antes de morir a manos de Barricade. El arma también incluía un guante de extensión para treparse en las cabezas de los Decepticons y también el bombstick, el cual usó para matarlo. Sam decide salir del escondite y decide enfrentarlo. Primero disparó la flecha del guante en el ojo para poder alcanzar su cabeza y colocarle una bomba de Wheeljack en el ojo dejándolo tuerto. Starscream en su exclamación de dolor se mueve desesperadamente para zafarse de Witwicky, lo cual a este mismo le costó casi la vida. Los soldados de la NEST llegan a ayudarlo, por lo que Lennox, quien también estaba, acude a su ayuda. Tras implantarle el bombstick en el otro ojo, lo deja ciego. A pocos segundos antes de morir, Sam le pide a Lennox que corte la cuerda, pero antes de eso Starscream estalla y muere instantáneamente por lo que ambos caen desde una gran altura no pudiéndose zafar de Starscream. Al estallar el mismo, Lennox y Sam se sueltan, pero caen a una gran altura y Bumblebee los agarra y los salva. 

### Transformers: la era de la extinción
Cinco años después de la batalla de Chicago, Starscream fue catalogado como "fallecido" por el grupo de trabajo de la CIA, "Cemetery Wind".

### Transformers: el último caballero
La cabeza de Starscream estaba entre una serie de artículos vendidos por Daytrader a Cade Yeager y los Autobots que no fueron molestados. Durante la incursión de Decepticons en el depósito de chatarra, Megatron encontró la cabeza de Starscream y lamentó que su amigo traicionero no pudiera presenciar el final de la guerra.

### Bumblebee
Starscream aparece durante la batalla en Cybertron en un cameo sin diálogos y Soundwave le ordena que ataque a los Autobots. Debido a que la película es un reinicio e ignora los eventos de las películas anteriores, Starscream fue rediseñado en función de su encarnación G1 y no comparte ningún rasgo con el personaje de acción real anterior.

### Transformers One
En esta película animada, Starscream fue originalmente un líder de la Guardia de Élite hasta que D-16 se convirtió en Megatron y usurpó el liderazgo de Starscream.
- Datos: Q909028